# A-League 2010/11
De A-League 2010/11 (of Hyundai A-League, naar de hoofdsponsor) is het zesde seizoen van de hoogste nationale professionele voetbalcompetitie in Australië, waaraan tien teams uit Australië en één uit Nieuw-Zeeland deelnemen.
Sydney FC, eerste in de competitie en de kampioen van de A-League 2009/10, alsmede finalist Melbourne Victory kwalificeerden zich vorig seizoen voor de AFC Champions League 2011.
De competitie werd dit jaar uitgebreid tot elf clubs met de club Melbourne Heart, met John van 't Schip als hoofdtrainer. Ook Adelaide United had met Rini Coolen een Nederlandse hoofdtrainer. De reguliere competitie die over 30 ronden werd gespeeld ving aan op 5 augustus en eindigde op 13 februari, hierna volgde de afsluitende knock-out eindfase. Als winnaar van de reguliere competitie plaatste Brisbane Roar FC zich voor de AFC Champions League 2012.

## Deelnemende clubs
| Club                   | Stad       | Staat           | Thuisstadion                                            | Capaciteit    |
| ---------------------- | ---------- | --------------- | ------------------------------------------------------- | ------------- |
| Adelaide United        | Adelaide   | Zuid-Australië  | Hindmarshstadion                                        | 17.000        |
| Brisbane Roar FC       | Brisbane   | Queensland      | Suncorpstadion                                          | 52.000        |
| Central Coast Mariners | Gosford    | New South Wales | Bluetongestadion                                        | 20.119        |
| Gold Coast United FC   | Gold Coast | Queensland      | Skilled Park                                            | 27.400        |
| Melbourne Heart        | Melbourne  | Victoria        | AAMI Park                                               | 30.050        |
| Melbourne Victory      | Melbourne  | Victoria        | AAMI Park Etihadstadion                                 | 30.050 56.347 |
| Newcastle United Jets  | Newcastle  | New South Wales | Energy Australiastadion Port Macquarie regionaalstadion | 26.164 10.000 |
| North Queensland Fury  | Townsville | Queensland      | Dairy Farmersstadion                                    | 26.500        |
| Perth Glory            | Perth      | West-Australië  | NIB stadion                                             | 20.500        |
| Sydney FC              | Sydney     | New South Wales | Sydney Football Stadium Parramattastadion               | 45.500 21.487 |
| Wellington Phoenix FC  | Wellington | Nieuw-Zeeland   | Westpacstadion                                          | 36.000        |

## Competitie

### Eindstand
| #  | Club                   | AW | W  | G  | V  | PNT | V-T   |
| -- | ---------------------- | -- | -- | -- | -- | --- | ----- |
| 1  | Brisbane Roar FC       | 30 | 18 | 11 | 1  | 65  | 58-26 |
| 2  | Central Coast Mariners | 30 | 16 | 9  | 5  | 57  | 50-31 |
| 3  | Adelaide United        | 30 | 15 | 5  | 10 | 50  | 51-36 |
| 4  | Gold Coast United FC   | 30 | 12 | 10 | 8  | 46  | 40-32 |
| 5  | Melbourne Victory      | 30 | 11 | 10 | 9  | 43  | 45-39 |
| 6  | Wellington Phoenix FC  | 30 | 12 | 5  | 13 | 41  | 39-41 |
|    |                        |    |    |    |    |     |       |
| 7  | Newcastle United Jets  | 30 | 9  | 8  | 13 | 35  | 29-33 |
| 8  | Melbourne Heart        | 30 | 8  | 11 | 11 | 35  | 32-42 |
| 9  | Sydney FC              | 30 | 8  | 10 | 12 | 34  | 35-40 |
| 10 | Perth Glory            | 30 | 5  | 8  | 17 | 23  | 27-54 |
| 11 | North Queensland Fury  | 30 | 4  | 7  | 19 | 19  | 28-60 |

### Topscorers
- In onderstaand overzicht zijn alleen de spelers opgenomen met tien of meer treffers achter hun naam.

| № | Naam                  | Club                   | Goals | Pen. | Duels | Gem. |
| - | --------------------- | ---------------------- | ----- | ---- | ----- | ---- |
| 1 | Sergio van Dijk       | Adelaide United        | 16    | 1    |       |      |
| 2 | Kosta Barbarouses     | Brisbane Roar          | 11    | 0    |       |      |
| 3 | Robbie Kruse          | Melbourne Victory      | 11    | 0    |       |      |
| 4 | Matt Simon            | Central Coast Mariners | 11    | 0    |       |      |
| 5 | Jean Carlos Solórzano | Brisbane Roar          | 11    | 2    |       |      |

## Eindfase
| Datum         | Club                   | Uitslagen    | Club                   | Datum        | Opmerkingen                                             |
| Kwartfinales  | Kwartfinales           | Kwartfinales | Kwartfinales           | Kwartfinales |                                                         |
| ------------- | ---------------------- | ------------ | ---------------------- | ------------ | ------------------------------------------------------- |
| 18 februari   | Adelaide United        | 1-0          | Wellington Phoenix FC  |              | #3 - #6; winnaar naar halve finale                      |
| 20 februari   | Gold Coast United FC   | 1-0          | Melbourne Victory      |              | #4 - #5; winnaar naar halve finale                      |
| Halve finales |                        |              |                        |              |                                                         |
| 19 februari   | Brisbane Roar FC       | 2-0, 2-2     | Central Coast Mariners | 26 februari  | #1 - #2; winnaar naar finale, verliezer naar voorfinale |
| 27 februari   | Adelaide United        | 2-3          | Gold Coast United FC   |              | winnaars KF; winnaar naar voorfinale                    |
| Voorfinale    |                        |              |                        |              |                                                         |
| 5 maart       | Central Coast Mariners | 1-0          | Gold Coast United FC   |              | winnaar naar finale                                     |
| Finale        |                        |              |                        |              |                                                         |
| 12 maart      | Brisbane Roar          | 2-2 ns (4-2) | Central Coast Mariners |              | winnaar geplaatst voor de AFC Champions League 2012     |

### Topscorers
- In onderstaand overzicht zijn alleen de spelers opgenomen met twee of meer treffers achter hun naam.

| № | Naam           | Club                   | Goals | Pen. | Duels | Gem. |
| - | -------------- | ---------------------- | ----- | ---- | ----- | ---- |
| 1 | Oliver Bozanic | Central Coast Mariners | 2     | 0    |       |      |
| 2 | Henrique       | Brisbane Roar          | 2     | 0    |       |      |
| 3 | Adam Kwasnik   | Central Coast Mariners | 2     | 0    |       |      |
| 4 | Shane Smeltz   | Gold Coast United      | 2     | 1    |       |      |

2005/06 · 2006/07 · 2007/08 · 2008/09 · 2009/10 · 2010/11 · 2011/12 · 2012/13 · 2013/14 · 2014/15 · 2015/16 · 2016/17 · 2017/18 · 2018/19 · 2019/20 · 2020/21